# Normale (singolo)
Normale è un singolo del cantautore italiano Francesco Renga, pubblicato il 31 maggio 2019 come quarto estratto dall'ottavo album in studio L'altra metà.

## Descrizione
Il brano ha visto la collaborazione di Ermal Meta, autore del testo e della musica insieme allo stesso Francesco Renga.

## Video musicale
Il videoclip, diretto da Duilio Scalici, è stato pubblicato il 25 ottobre 2019 attraverso il canale YouTube del cantante.

## Tracce
1. Normale – 3:24